# Fakulteta za kemijo in kemijsko tehnologijo v Mariboru
Fakulteta za kemijo in kemijsko tehnologijo (kratica FKKT), s sedežem v Mariboru, je fakulteta, ki je članica Univerze v Mariboru. Današnja Fakulteta za kemijo in kemijsko tehnologijo se je razvila iz Višje tehniške šole v Mariboru. 

## TEHNIŠKA FAKULTETA

### Zgodovina
Višja tehniška šola v Mariboru je bila ustanovljena leta 1959 in sicer z zakonom o Višji tehniški šoli Maribor, ki ga je sprejela Ljudska skupščina ljudske republike Slovenije na seji Republiškega zbora.
V dvajsetih letih, natančneje 1975, se je v okviru Višje tehniške šole ustanovila organizacija, ki je študijske smeri razdelila na višjo tehniško organizacijo strojništvo, VTO elektrotehnika, VTO gradbeništvo in VTO kemijska tehnologija.
Po nekaj letih znanstvenoraziskovalnih in razvojnih del se je Višja tehniška šola preimenovala v Tehniško fakulteto Univerze v Mariboru, ki je omogočala tudi šolanje magistrov in doktorjev tehniških znanosti.
Tehniška fakulteta se je leta 1996 razdelila na Fakulteto za elektrotehniko, računalništvo in informatiko,  Fakulteto za gradbeništvo, Fakulteto za kemijo in kemijsko tehnologijo in Fakulteto za strojništvo. 

### Mirko Čeh
Rodil se je leta 1923. S svojim nesebičnim in dolgotrajnim delom, je močno prispeval k razvoju Tehniške fakultete v Mariboru. Eden izmed njegovih mnogih dosežkov, je uspešno delovanje na področju fizikalno-kemičnih preiskav škrobov.
Za svoje vztrajno delo, je bil leta 1975 odlikovan z redom zaslug za narod s srebrnimi žarki, leta 1982 pa z redom dela z zlatim vencem. Zaradi njegovih velikih zaslug za razvoj VTŠ, njegovega družbeno-političnega delovanja in njegovega znanstveno-raziskovalnega prispevka, je bil Mirku Čehu leta 1984 podeljen naslov zaslužnega profesorja Univerze v Mariboru.

## Fakulteta za kemijo in kemijsko tehnologijo

### Nastanek fakultete za kemijo in kemijsko tehnologijo
Prva programa na Višji tehniški šoli na oddelku za kemijo sta bili kemijska tehnologija in kemijska analitika.
Leta 1975 je bil uveden visokošolski program za pridobitev naziva diplomirani inženir kemijske tehnologije, podiplomski študij pa se je začel po letu 1982.
Fakulteta za kemijo in kemijsko tehnologijo je bila torej uradno ustanovljena leta 1996.

## Študij kemije v Mariboru danes
Danes so študentom  na fakulteti za kemijo in kemijsko tehnologijo ponujeni številni različni študijski programi, ki jim po končanem študiju omogočajo zelo dobre zaposlitve.
Na voljo so jim dodiplomske in podiplomske smeri študija ter en doktorski program. Programi prve stopnje so univerzitetni ter visokošolski  program Kemijske tehnologije in univerzitetni program Kemije. 
Smeri druge stopnje so magistrski program Kemijske tehnike ter magistrski program Kemije.
Študentom pa odpira vrata v svet tudi program tretje stopnje ali tako imenovan doktorski program Kemije in Kemijske tehnologije. 